# Фейрв'ю-Шорс (Флорида)
Фейрв'ю-Шорс (англ. Fairview Shores) — переписна місцевість (CDP) в США, в окрузі Орандж штату Флорида. Населення — 10 722 особи (2020).

## Географія
Фейрв'ю-Шорс розташований за координатами 28°36′9″ пн. ш. 81°23′44″ зх. д. / 28.60250° пн. ш. 81.39556° зх. д. (28.602510, -81.395661).  За даними Бюро перепису населення США в 2010 році переписна місцевість мала площу 9,26 км², з яких 7,85 км² — суходіл та 1,41 км² — водойми.

## Демографія
Згідно з переписом 2010 року, у переписній місцевості мешкало 10 239 осіб у 4389 домогосподарствах у складі 2350 родин. Густота населення становила 1106 осіб/км².  Було 4930 помешкань (533/км²).
Расовий склад населення:
| - 69,9 % — білих - 18,1 % — чорних або афроамериканців - 3,7 % — азіатів - 0,4 % — корінних американців - 0,1 % — вихідців з тихоокеанських островів - 4,0 % — осіб інших рас |

До двох чи більше рас належало 3,8 %. Частка іспаномовних становила 14,0 % від усіх жителів.
За віковим діапазоном населення розподілялося таким чином: 20,1 % — особи молодші 18 років, 66,8 % — особи у віці 18—64 років, 13,1 % — особи у віці 65 років та старші. Медіана віку мешканця становила 39,0 року. На 100 осіб жіночої статі у переписній місцевості припадало 98,6 чоловіків;  на 100 жінок у віці від 18 років та старших — 97,5 чоловіків також старших 18 років.
Середній дохід на одне домашнє господарство  становив 57 749 доларів США (медіана — 38 904), а середній дохід на одну сім'ю — 63 812 долари (медіана — 53 160). Медіана доходів становила 37 842 долари для чоловіків та 32 702 долари для жінок. За межею бідності перебувало 27,9 % осіб, у тому числі 47,3 % дітей у віці до 18 років та 13,9 % осіб у віці 65 років та старших.
Цивільне працевлаштоване населення становило 5191 особа. Основні галузі зайнятості: науковці, спеціалісти, менеджери — 20,1 %, мистецтво, розваги та відпочинок — 19,6 %, освіта, охорона здоров'я та соціальна допомога — 17,0 %.